# Sa Dingding
Pour les articles homonymes, voir Dingding.
Sa Dingding (chinois simplifié : 萨顶顶; chinois traditionnel : 薩頂頂; pinyin : Sà Dǐngdǐng, née Zhou Peng (周鹏) le 27 décembre 1979) est une chanteuse chinoise traditionnelle et une auteur-interprète. Ses ancêtres sont Han et mongols, et elle chante dans plusieurs langues, incluant le mandarin, le sanskrit, le tibétain, et un langage qu'elle a elle-même inventé pour évoquer les émotions dans ses chansons. Elle joue du guzheng et du morin khuur, instruments traditionnels.

## Biographie
Née en Mongolie intérieure, Sa Dingding est d'héritage Han du côté de son père et d'héritage mongol du côté de sa mère. Elle est influencée par la musique des minorités ethniques lorsqu'elle vit avec sa grand-mère en Mongolie intérieure jusqu'à l'âge de six ans. Son intérêt pour le bouddhisme s'est également développé à cet âge et elle apprend le tibétain et le sanskrit. Elle joue également des instruments traditionnels tels que le guzheng et le morin khuur. Plus tard, elle déménage à Beijing pour étudier la musique au Collège des Arts de l'Armée de Libération du Peuple (en).
À 18 ans, elle sort son premier album nommé Dong Ba La  sous son nom de naissance, et gagne le titre de Meilleure Chanteuse Chinoise de Dance Music.
En 2006, Holy Incense est utilisé comme le thème principal du film Prince des Himalayas..
En 2007, elle sort l'album Alive. La version distribuée à Hong Kong contient un DVD de vidéo de musiques, un remix de Alive, un making of et la version chinoise de Mama Tian Na, qui n'est pas présente dans l'album.
En 2008, elle gagne le BBC Radio 3 Awards for World Music pour la région Asie-Pacifique, ce qui lui permet de se produire en concert au Royal Albert Hall devant une audience occidentale. La même année, elle sort un single de deux titres appelé Qin Shang.
Sa Dingding a composé une chanson avec Éric Mouquet de Deep Forest appelée Won't Be Long destinée à collecter des fonds après le tremblement de terre du Sichuan de 2008. La chanson a été mise à disposition sur le site de Mouquet "Deep-Projects". Mouquet et Sa Dingding collaborent sur un album à venir appelé Deep China.
Son dernier album, sorti en janvier 2010, est Harmony (天地合)  avec neuf chansons en chinois. L'album contient également trois remix de la chanson-titre, dont une par Paul Oakenfold.

## Discographie

### Albums
- (2001) Dong Ba La (咚巴啦)
- (2007) Alive (万物生)
- (2010) Harmony (天地合)
- The Coming Ones (恍如来者) (2012)
- Wonderland (幻境) (2014)
- The Butterfly Dream (庄周梦蝶集) (2015)